# Helena Chłopek
Helena Chłopek z domu Świtałówna (ur. 4 kwietnia 1917 w Rozalinie, zm. 18 listopada 2007 w Chrzanowie) – polska poetka i autorka opowiadań. W swojej twórczości inspirowała się folklorem, przyrodą, tradycjami wiejskimi, religią.

## Życiorys
Zadebiutowała pod panieńskim nazwiskiem w roku 1936 w tygodniku „Niedziela”. Bogaty zbiór własnych rękopisów utraciła w pożarze po wybuchu II wojny światowej. Wysiedlona z Rozalina w 1940, zamieszkała wraz z mężem w Chrzanowie. Przez wiele lat, obciążona wieloma obowiązkami, pisała jedynie do szuflady.
W roku 1971 powróciła do pisarstwa wiążąc się z żywiecką Grupą Literacką „Gronie”. Jej wiersze i opowiadania ukazywały się m.in. w pismach: „Zielony Sztandar”, „Kamen”, „Niedziela”, „Gość Niedzielny”, „Karta Groni”, „Przewodnik Katolicki”, „Za i Przeciw”.
Należała do Stowarzyszenia Twórców Ludowych w Lublinie i Grupy Twórczej „Cumulus” w Chrzanowie.

## Twórczość

### Tomiki poetyckie
- Z rozalińskich łanów (1981)
- Powroty (1984)
- Okruchy (1989)

### Proza
- Za miastem (1996)

## Nagrody
- I nagroda w konkursie Dzieci Zamojszczyzny (Lublin 1980)
- Tytuł Zasłużony Działacz Kultury przyznany przez Ministerstwo Kultury (1994)
- Nagroda Burmistrza miasta Chrzanowa za całokształt działalności kulturalnej (1999)
- I nagroda w Turnieju Jednego Wiersza (Chrzanów 2000)
- Nagroda im. Oskara Kolberga przyznana przez Ministerstwo Kultury (2001)[2]